# Макаронные изделия
Макаро́нные изде́лия (иногда называют итальянским словом паста) — изделия различной формы из высушенного теста, замешанного из пшеничной муки и воды. Как правило изготавливаются промышленным способом. В домашних условиях изготавливают лапшу, формально не относящуюся к макаронным изделиям, так как она обычно не подвергается сушке и употребляется сразу же после приготовления, в отличие от длительно хранящихся макаронных изделий (до двух лет).
В обиходе макаронные изделия часто сокращённо называют макаронами, хотя это слово также обозначает отдельный вид макаронных изделий.
Особые виды макаронных изделий производятся не из пшеницы, а других зерновых и незерновых культур, например из риса, гречихи (см. соба), маша, крахмала (см. фунчоза).
Макаронные изделия распространены во всём мире и являются основой многих блюд. Широко используются, среди прочих, в итальянской, восточноазиатской и современной российской кухне.

## История
Древнейшие макаронные изделия возрастом 4 тысячи лет найдены в Китае, в неолитической деревне на берегу реки Хуанхэ. Их длина около 50 см.
Одно из первых упоминаний макарон относится к I веку нашей эры в знаменитой книге Апиция (жившего во времена императора Тиберия), в которой описывается приготовление блюда из мясного или рыбного фарша, покрытого макаронами лагана (предшественник лазаньи). Во II веке макаронные изделия упоминал римский исследователь Гален. Ещё одно историческое упоминание относится к XII веку, когда Гульемо ди Малавелле описывает пир, на котором подают макароны сен логана (в соусе). Арабский географ Мухаммад аль-Идриси задокументировал существование макарон на юге Италии, на Сицилии (в Трабии) около XII века. Столетие спустя в истории становятся известными макароны Джакопоре да Тоди.
В России макаронные изделия появились во времена Петра I (1672—1725) вместе с итальянскими мастерами, строившими корабли для российского флота.

## Российская классификация
По форме
- Нитеобразные: вермишель, спагетти.
- Трубчатые: макароны, перья, рожки, витые рожки, улитки.
- Фигурные: ракушки, ушки, звёздочки, бабочки, спиральки.
- Лентообразные: лапша.

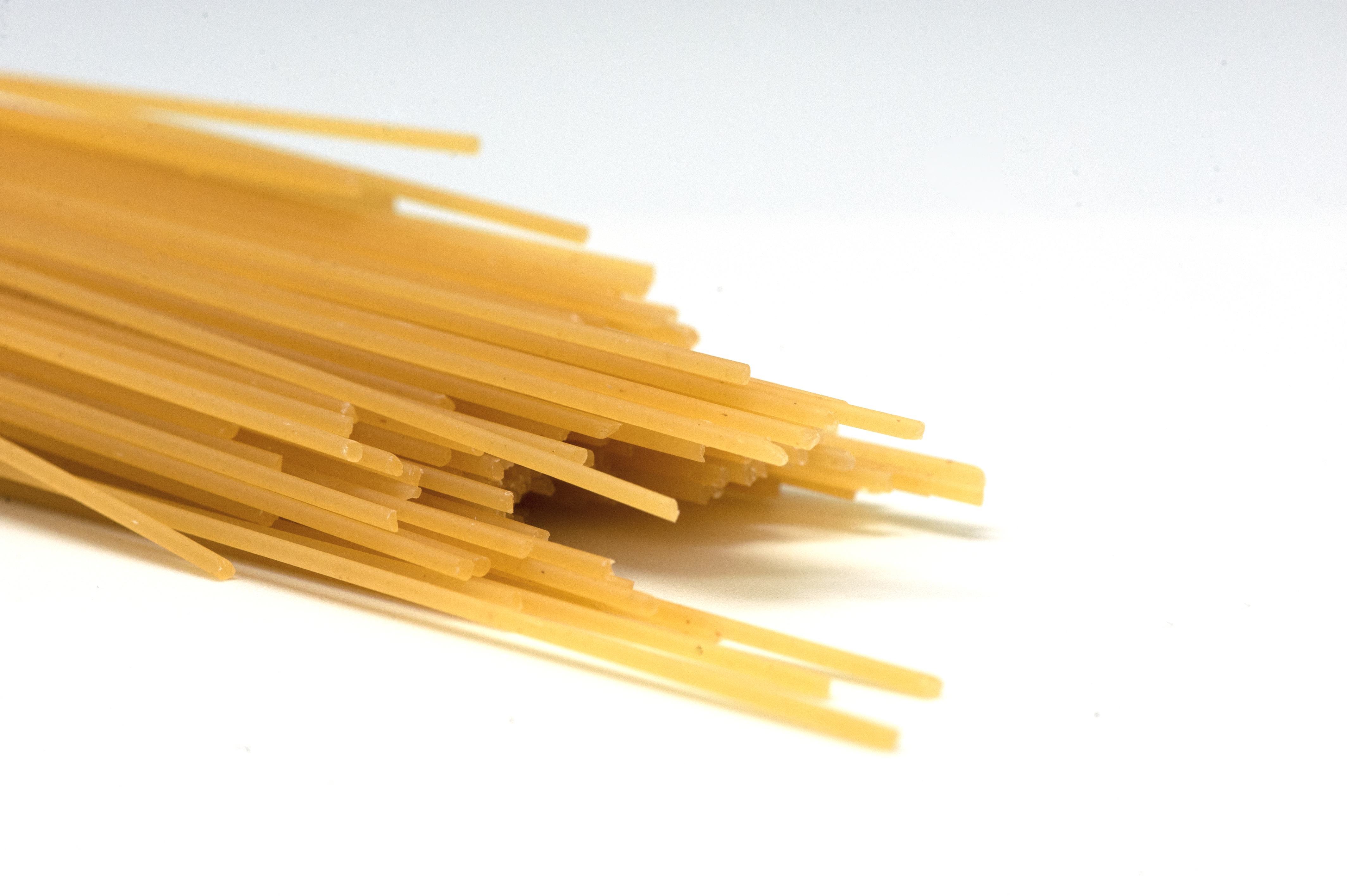
Вермишель
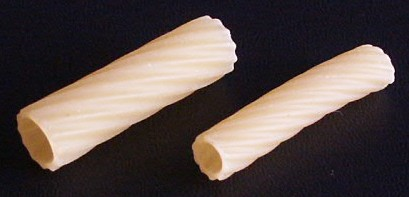
Макароны
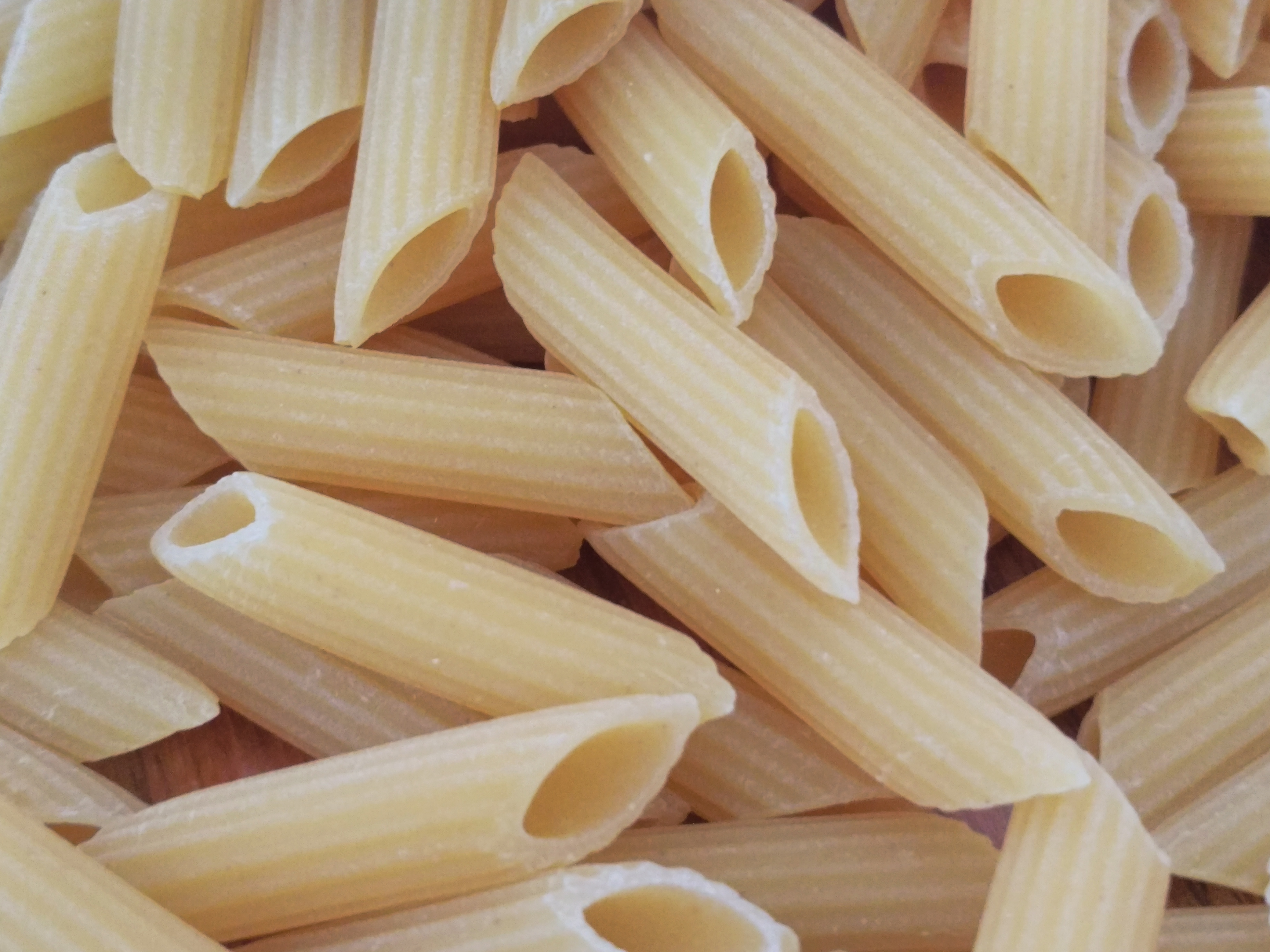
Перья
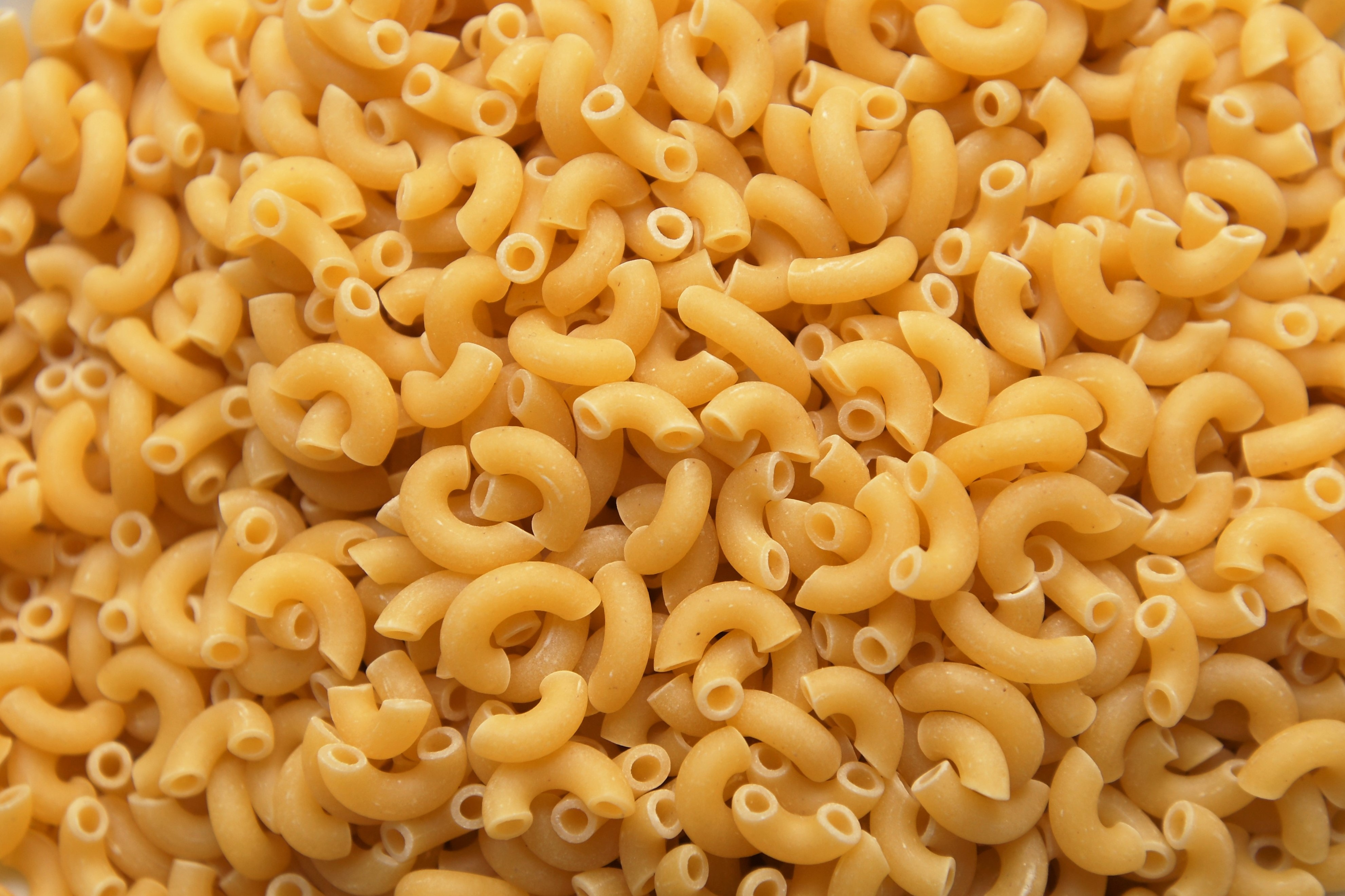
Рожки
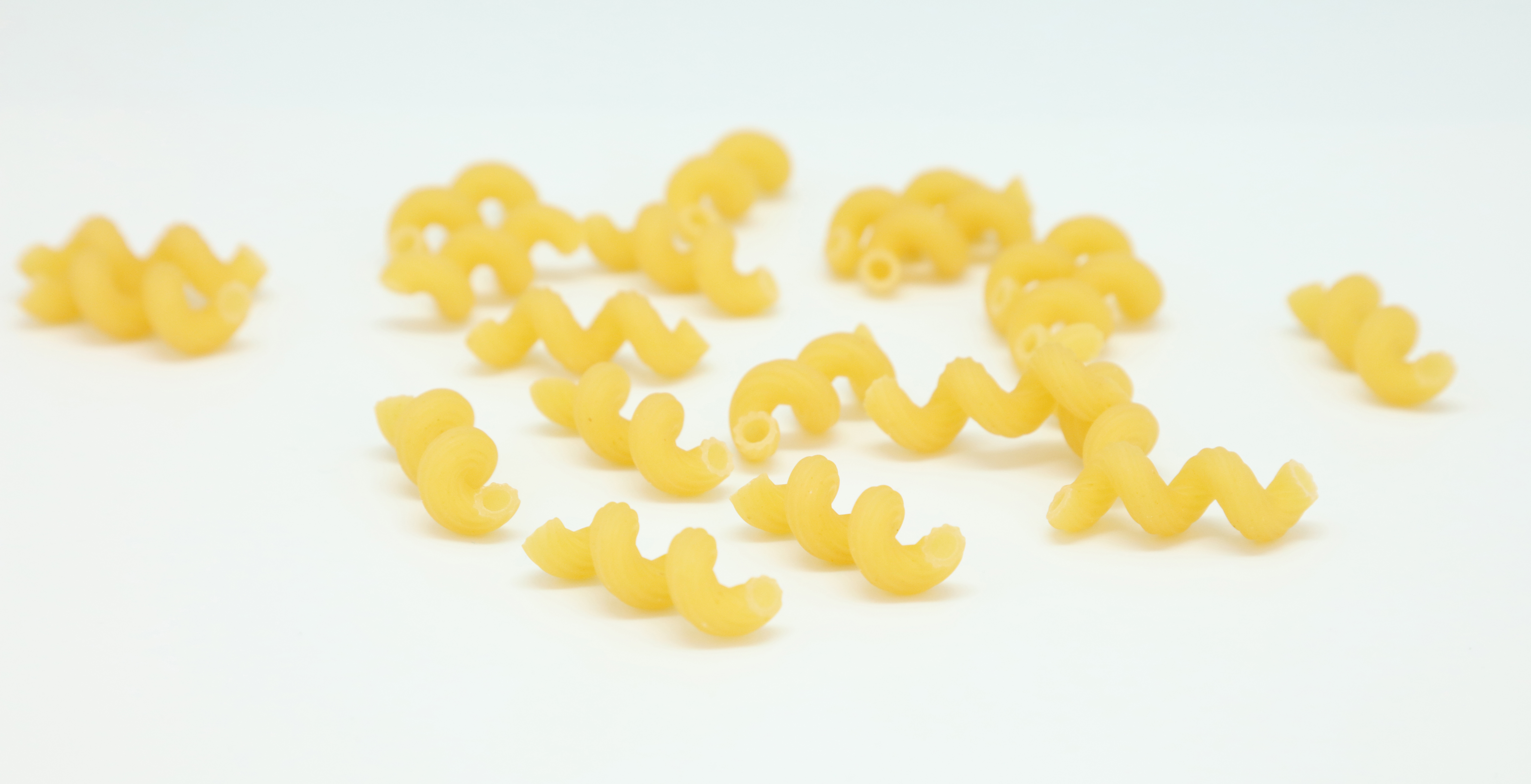
Витые рожки
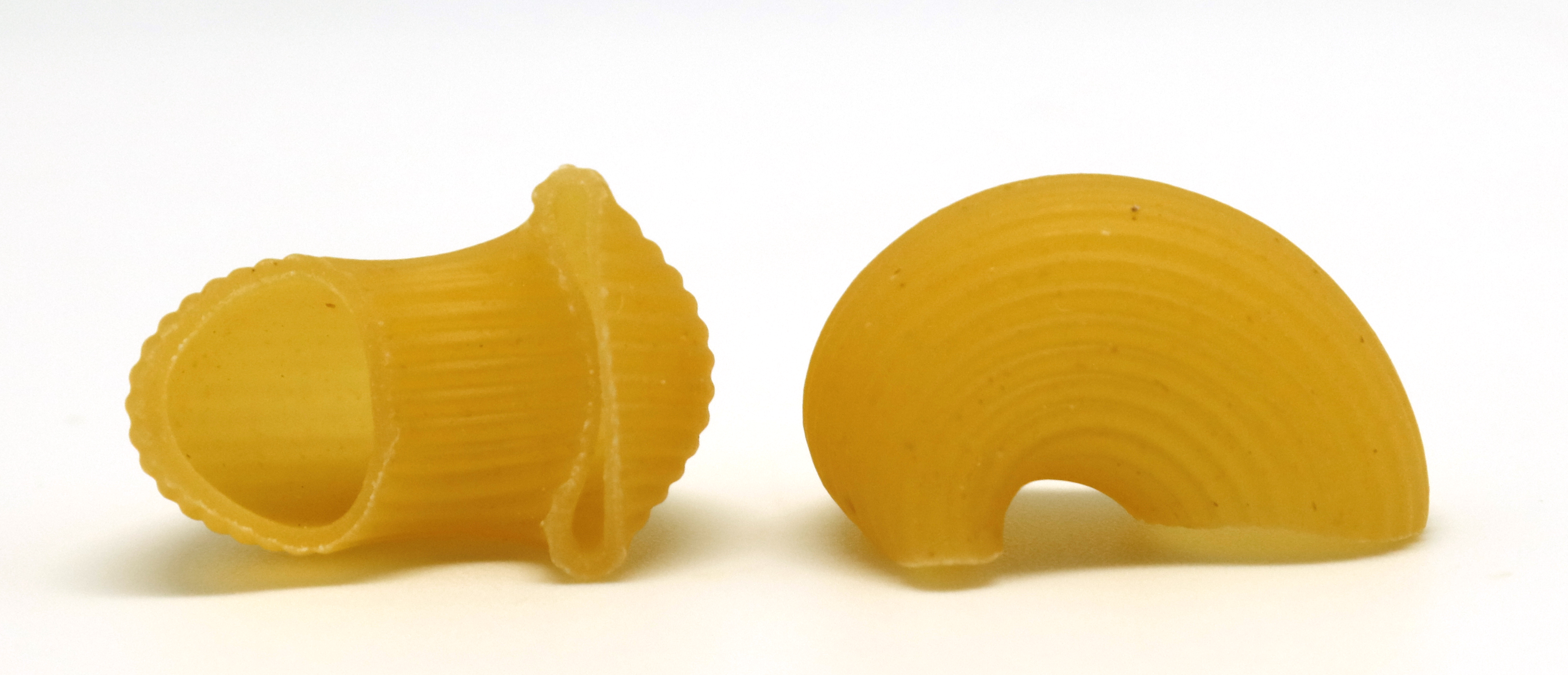
Улитки
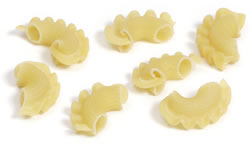
Гребешки
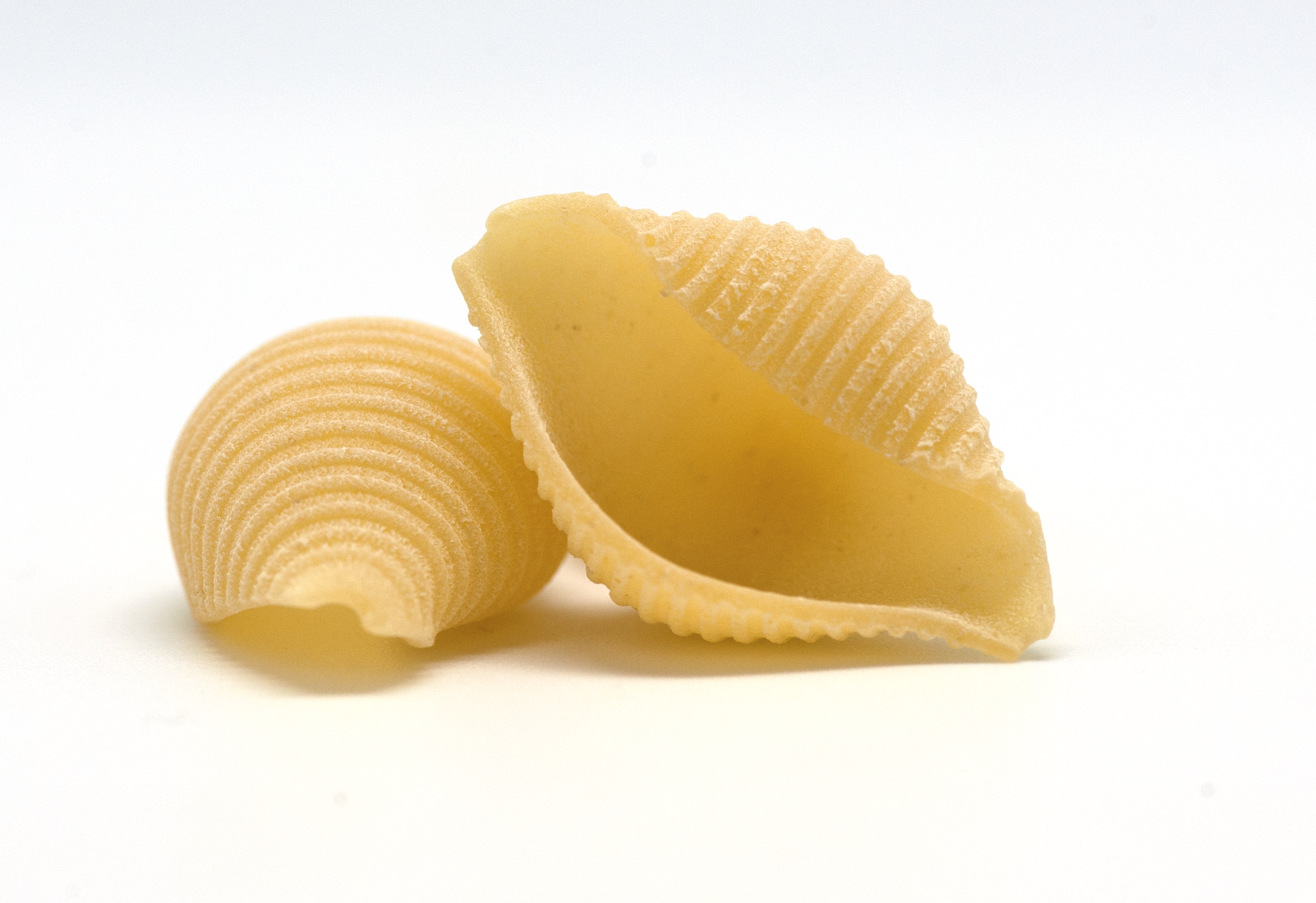
Ракушки
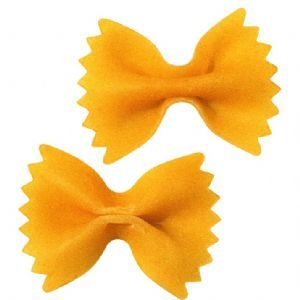
Бабочки, бантики
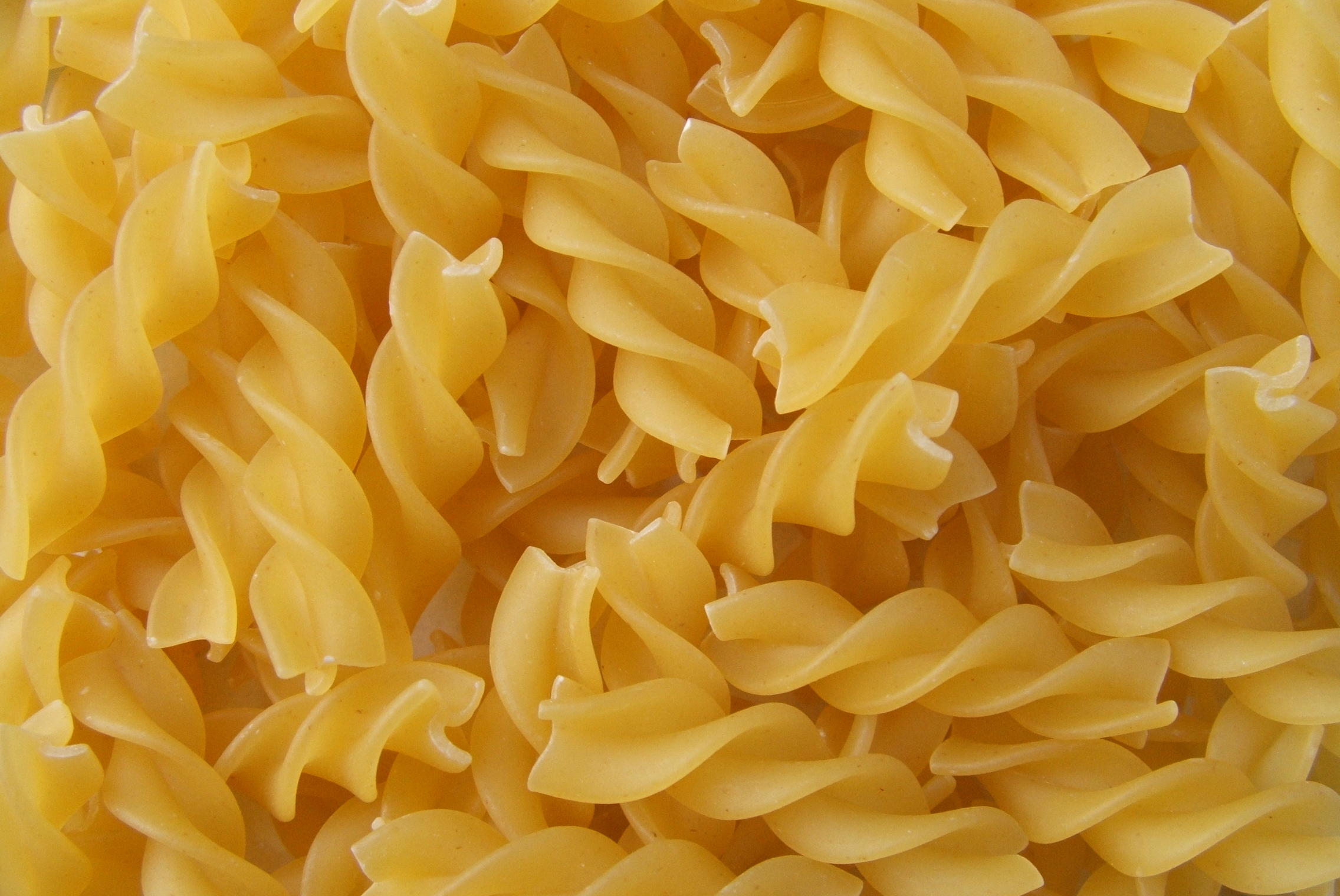
Спиральки
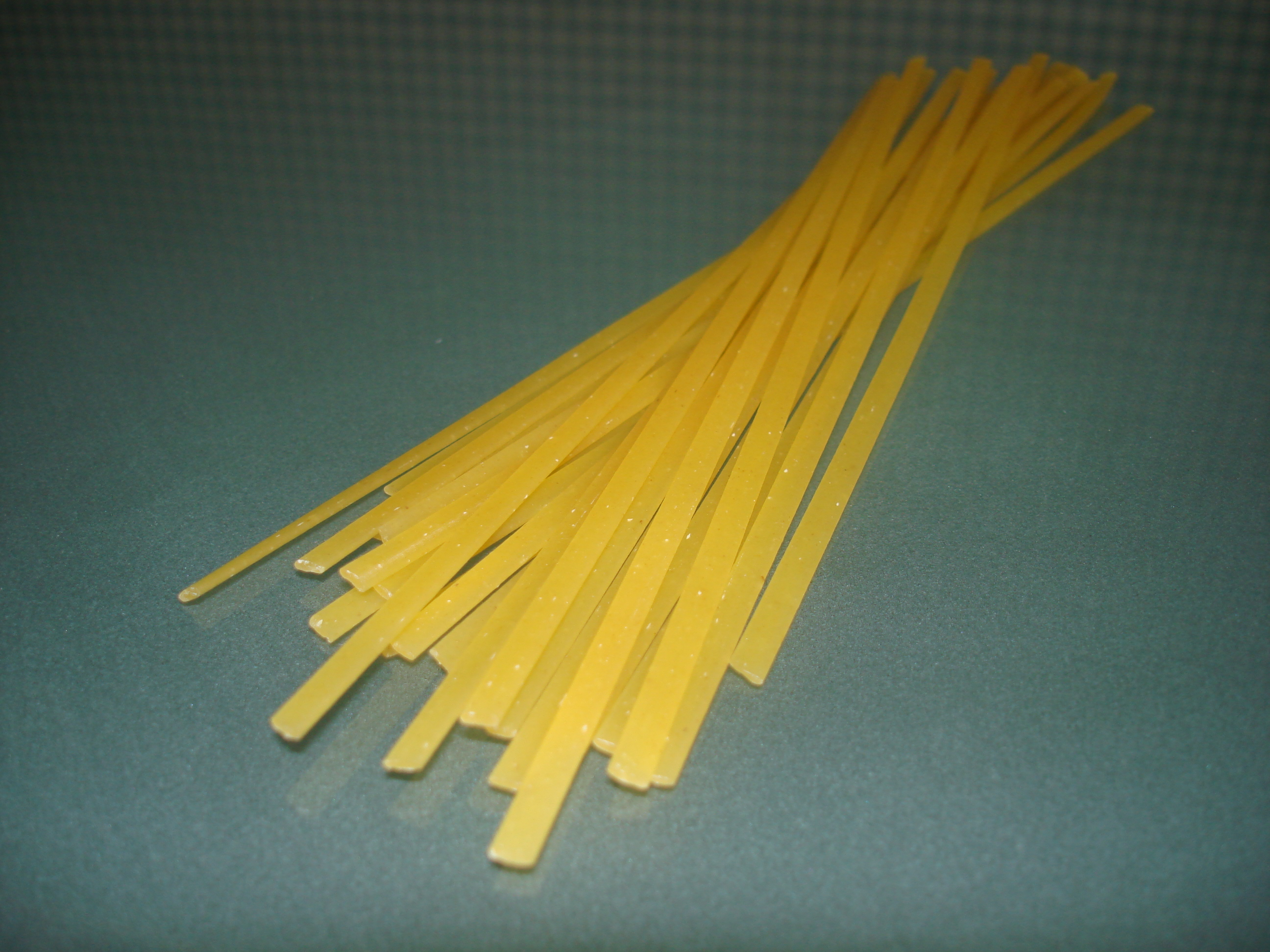
Лапша

По длине
- Короткие — менее 20 см.
- Длинные — более 20 см.
  - Одинарные — длинные макаронные изделия без изгибов.
  - Двойные гнутые — длинные макаронные изделия, высушенные в подвешенном состоянии на бастунах.
  - Мотки (бантики, гнёзда, брикеты) — длинные макаронные изделия, уложенные в мотки.
- Мелкий формат — с размерами до 4 мм.

По технологии изготовления
- Прессованные — продавливаются через матрицу.
- Штампованные — формируются штампом из ленты уплотнённого теста.
- Резаные — формируются ножом из ленты уплотнённого теста.

По виду пшеницы и сорту муки
- группа А — из муки из твердой пшеницы (дурум) для макаронных изделий, высшего, 1 и 2 сорта.
- группа Б — из муки из мягкой пшеницы для макаронных изделий, высшего и 1 сорта.
- группа В — из муки из мягкой пшеницы, хлебопекарной или общего назначения, высшего и 1 сорта.

По дополнительным компонентам в составе
- Яичные — с добавлением яичных продуктов (свежих яиц, меланжа[6], яичного порошка[4]) для повышения питательной ценности, придания особого вкуса и жёлтого цвета.
- Овощные — с добавлением порошка из овощей и зелени разного цвета.

## Итальянская классификация
...Например, при употреблении «традиционной» итальянской пасты с томатным соусом – традиции, которые называют «аутентичными», оказываются совсем не такими. Помидоров не существовало в Европе до тех пор, пока европейцы не обнаружили растения томатов в Америке после 1492 года. В Италию макароны попали из лапши, обнаруженной в Китае.— Gavin Esler

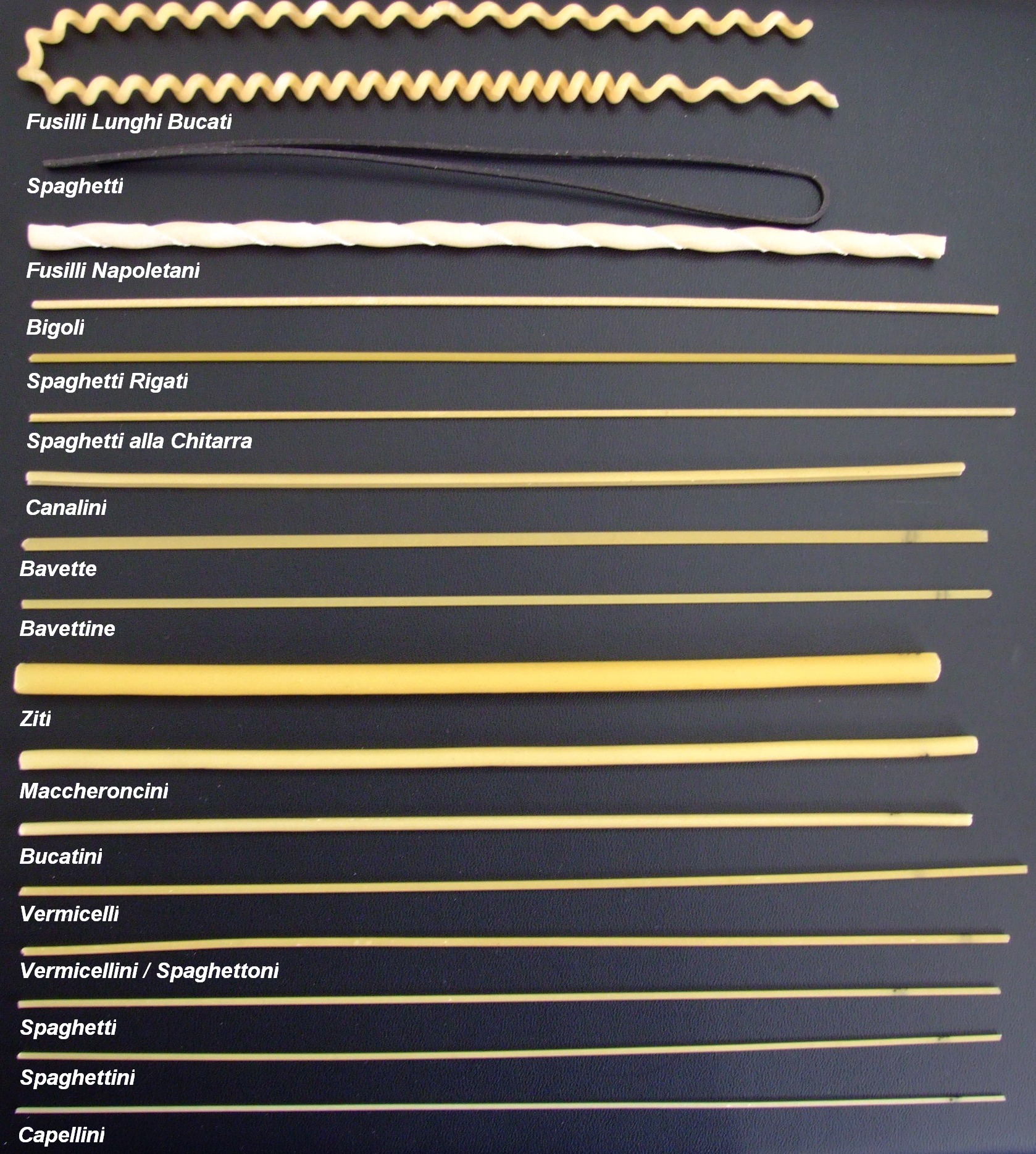
Длинные макаронные изделия

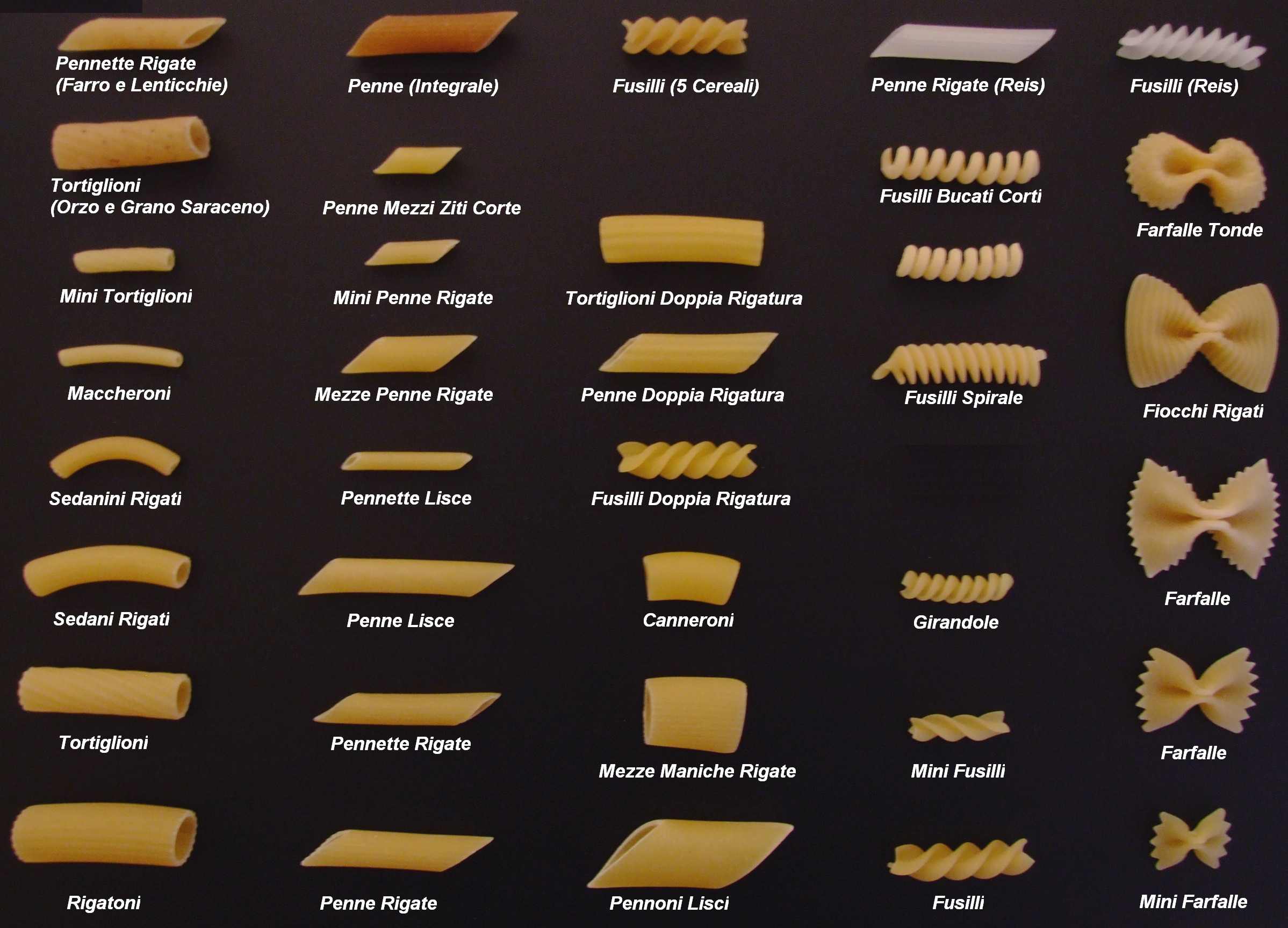

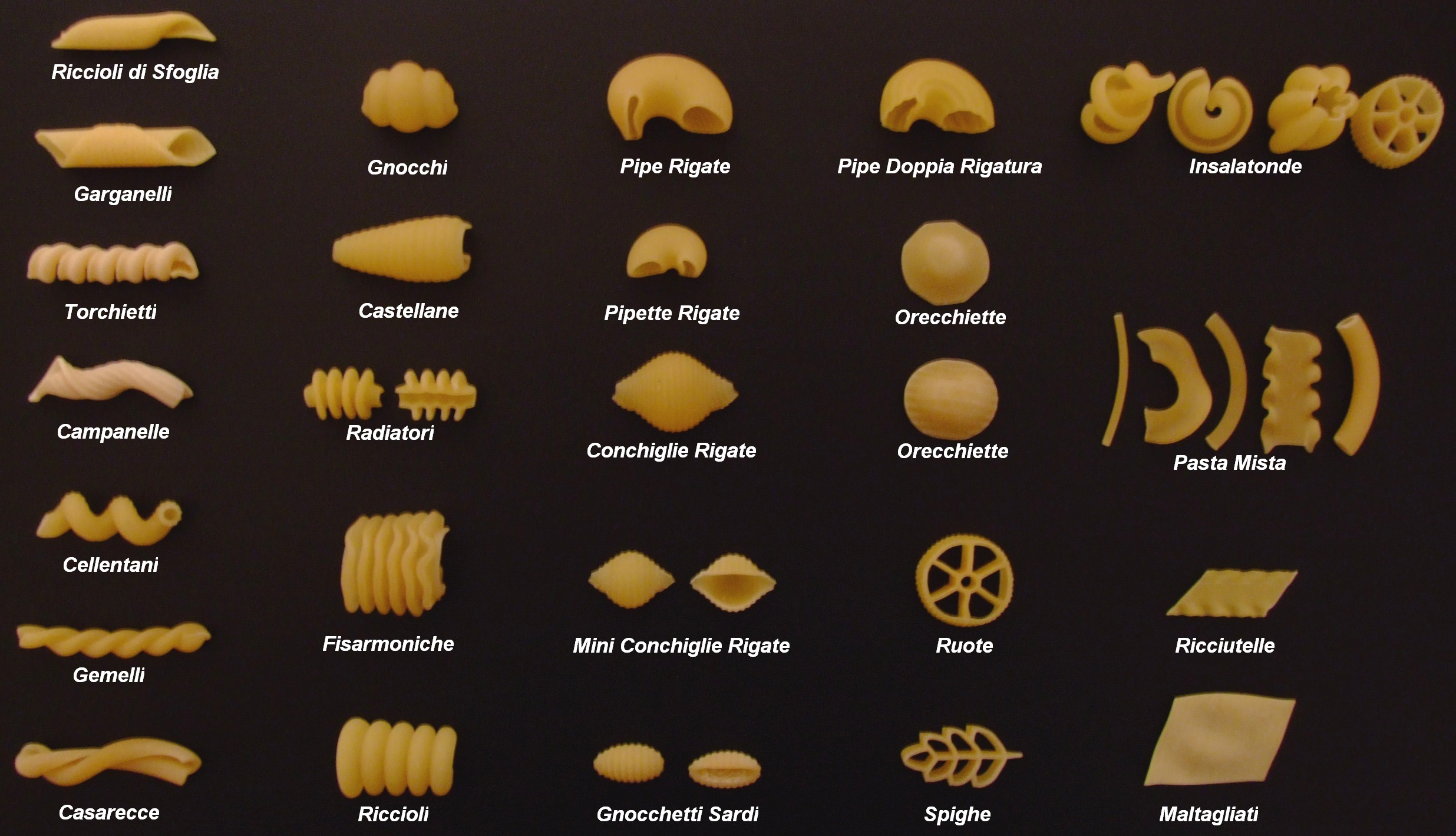

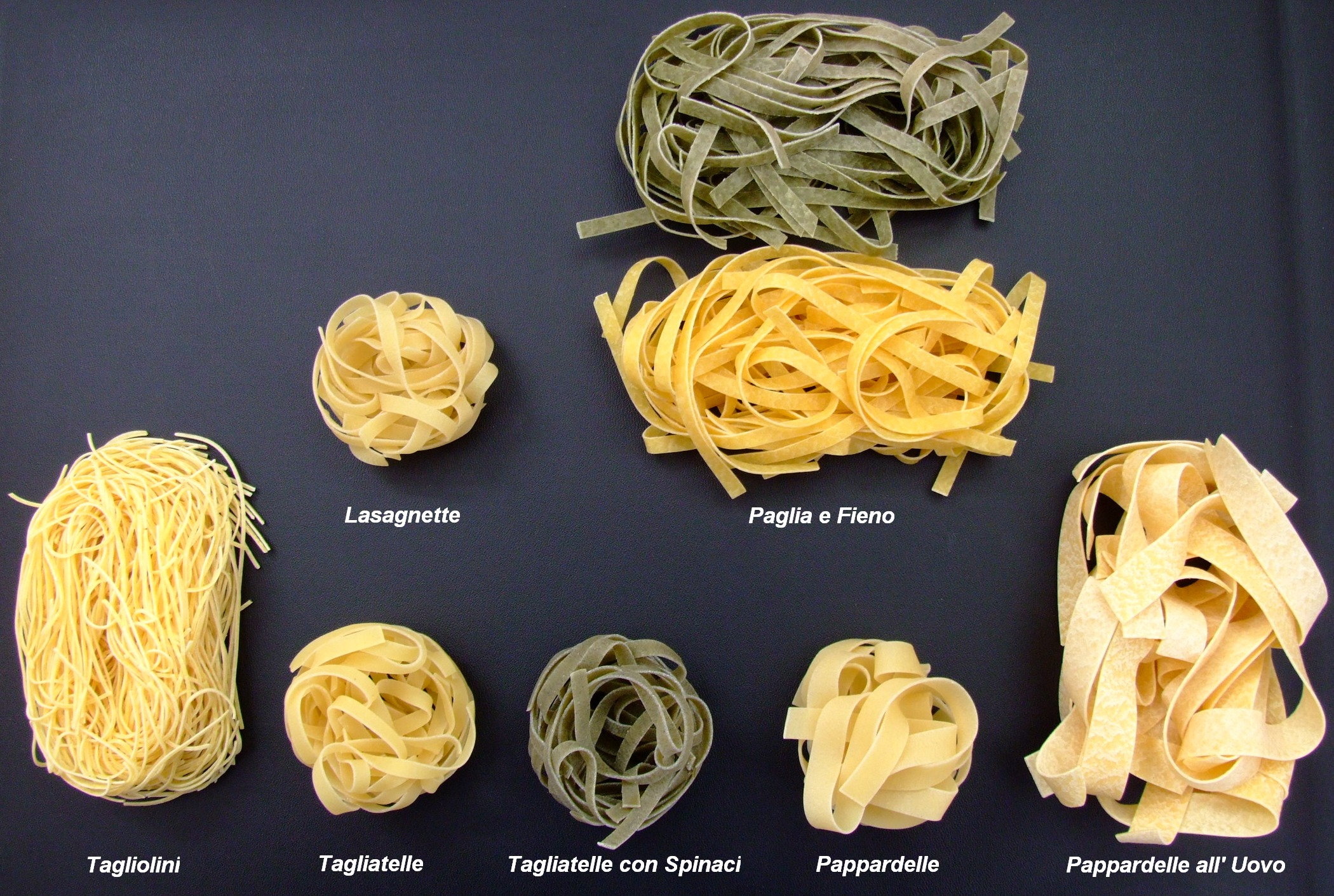
Лапша

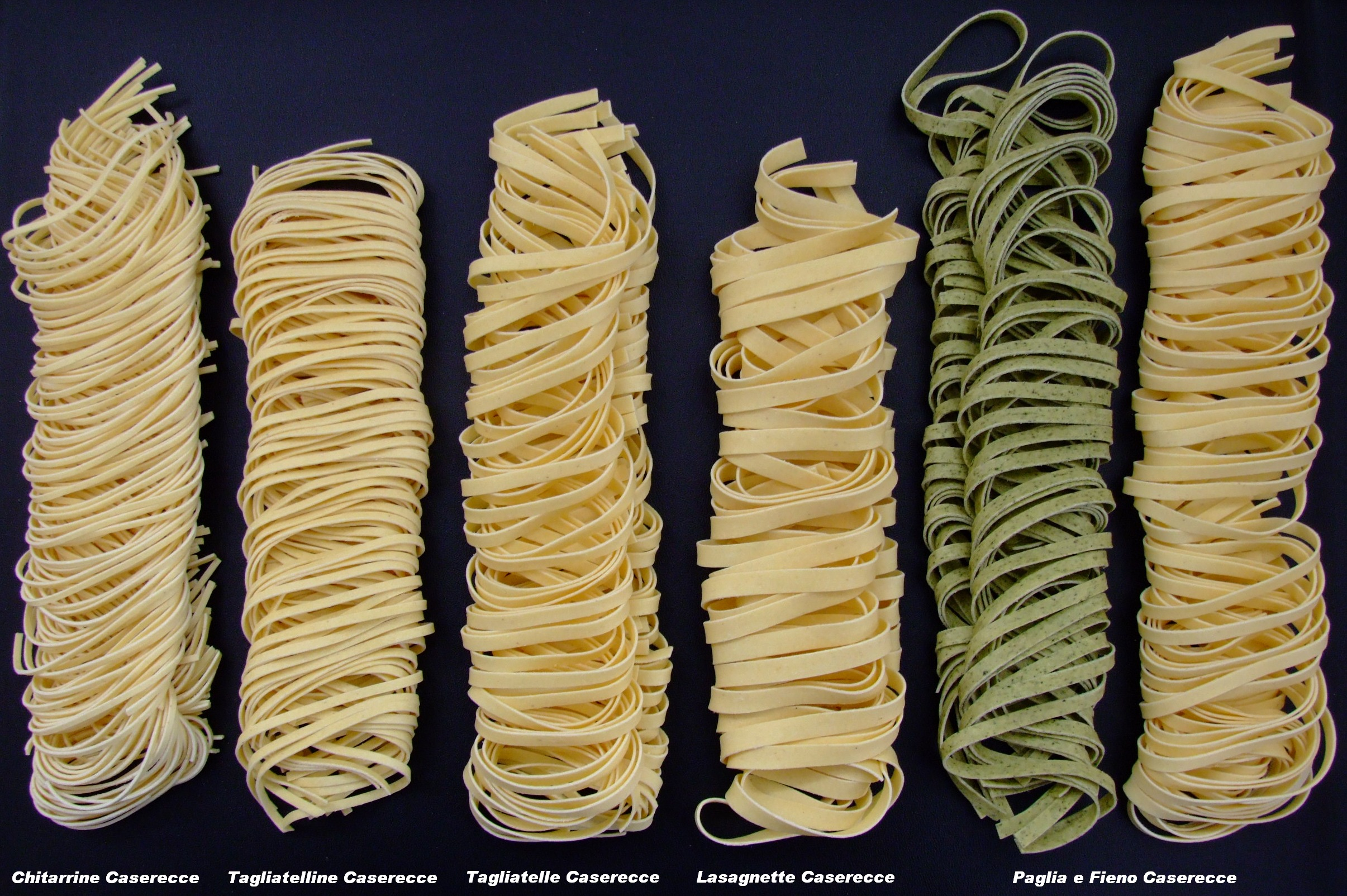
Лапша

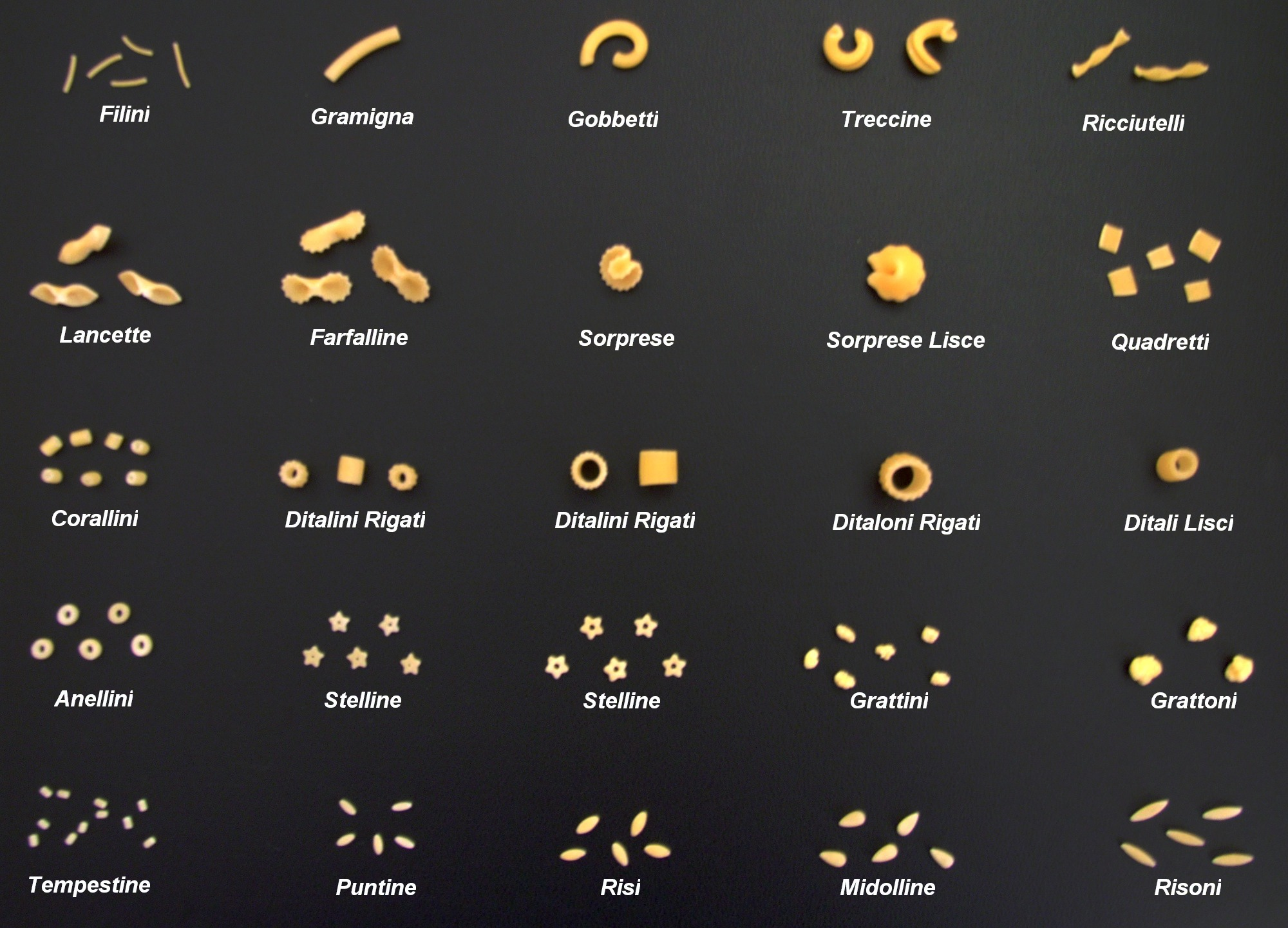
Суповая засыпка

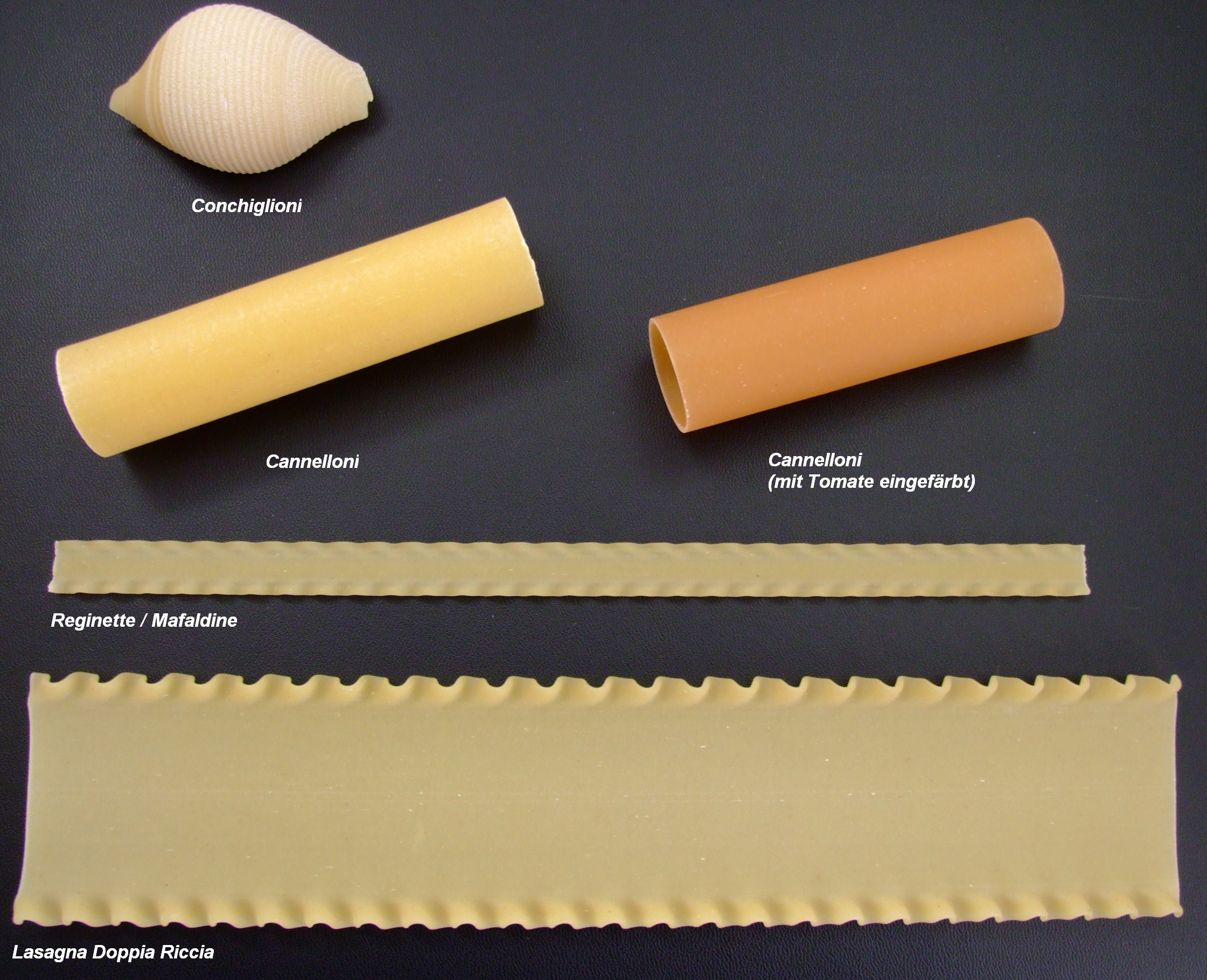

В Италии макаронные изделия называются словом паста (итал. pasta — тесто). Кроме изделий из высушенного теста итальянцы относят к пасте также изделия из свежеприготовленного теста (домашняя лапша) и фаршированные изделия (равиоли, тортеллини, аньолини, каннеллони).
Окончание в названии указывает на размер изделия:
- -oni — большие.
- -ette или -etti — маленькие.
- -ini — мелкие.

По степени готовности макаронные изделия могут различаться в зависимости от их типа и местных традиций. В Италии стандартным является приготовление до степени al dente — «на зуб», когда середина изделия остается слегка недоваренной и твёрдой; в некоторых странах, в том числе и в России, приготовленные таким способом изделия могут считаться недоваренными.

### Длинные макаронные изделия
- Баветте (итал. bavette) — похожие на сплюснутые спагетти — родом из Лигурии.
- Капеллини (capellini; от capello — волос) — название родом с севера Центральной Италии, переводится с итальянского как «волосики», «тонкие волосы» (1,2—1,4 мм). Также её иногда называют: «Волосы ангела» (Capelli d’angelo) или «Волосы венеры» (Capelvenere).
- Вермишель (vermicelli; от verme — червь) — длинные, округлые и достаточно тонкие (1,4—1,8 мм);
- Спагетти (spaghetti; от spaghe — строка) — длинные, округлые и достаточно тонкие (1,8—2,0 мм). Изначально их длина составляла 50 см. Сейчас для удобства её сократили до примерно 25 см, но можно найти и длинные спагетти (производители обычно помещают их в раздел «спецформат»).
- Спагеттини — более тонкие, чем спагетти.
- Спагеттони — более толстые, чем спагетти.
- Маккерончини (maccheroncini) — находятся где-то между спагетти и баветте.
- Зити или дзити (ziti) — длинные и толстые трубочки сечением от 3 до 8 мм; именно «дзити» были тем, что в СССР обычно называли «макаронами». Популярны в южных районах Италии.
- Букатини (bucatini) — более тонкие трубочки, чем дзити.
- Тальятелле (tagliatelle) — тонкие и плоские полоски яичного теста шириной около 5 мм. Отличающиеся от феттуччине, в основном, только меньшей шириной (разница составляет минимум 2 мм).
- Феттуччине (fettuccine) — тонкие плоские полоски теста шириной около 7 мм.
- Мафальдине (mafaldine) — длинная лента с волнистыми краями. Мафальдине были придуманы в Неаполе и когда-то назывались «Богатые феттуччелле». Неаполитанцы изобрели их специально для принцессы Мафальды Савойской и окрестили их впоследствии «Реджинетте» (reginette — королевна, в буквальном переводе) или «Мафальдине» в её честь.
- Лингуине (Linguine) — длинные, тонкие полосы лапши.
- Паппарделле (Pappardelle) — плоские ленты лапши шириной 13 мм, родом из Тосканы.

### Короткие макаронные изделия
- Cellentani — челлентани — спиралеобразные трубочки.
- Fusilli — фузилли — родом из северной Италии. Название происходит от слова «fuso», с итальянского «веретено», с помощью которого пряли шерсть. По форме Фузилли напоминают три скрепленные вместе и закрученные по спирали лопасти.
- Girandole — джирандоле — считаются младшими сестрами Фузилли. Своё название Джирандоле получили за схожесть с детской игрушкой — разноцветной вертушкой. Они имеют укороченную форму и требуют меньше времени для приготовления.
- Maccheroni — маккерони — небольшие тонкие трубочки, чуть согнутые.
- Penne — пенне — rigate (ребристые), lisce (гладкие), piccole (маленькие) — все Пенне имеют характерную динамичную форму полой трубочки с косыми срезами, на манер очиненного старинного пера, в сравнении с привычными прямыми классическими макаронами.
- Pipe rigate — пипе ригате. Некоторые считают, что этот формат пасты относится к римской гастрономической культуре, другие же предполагают, что она появилась впервые на севере Центральной Италии. В народе их называют улитками. Напоминают по форме трубочки, скрученные полукругом таким образом, чтобы соус удерживался внутри.
- Tortiglioni — тортильони — одна из первых изобретенных в Неаполе форм макарон — короткие трубочки с характерным рисунком, от которого и получили своё название — «tortiglione» — восходящие по спирали бороздки, которые остаются после обработки на токарном станке.
- Trofie — трофье — небольшие макароны веретенообразной формы.
- Ditale — дитали — «напёрстки», имеют форму маленьких коротких трубочек. Бывают трёх размеров: диталони (ditaloni), дитали (ditali), диталини (ditalini).

### Макароны для запекания
- Cannelloni — каннеллони — трубочки диаметром до 30 мм и длиной до 100 мм, один из первых видов макарон, придуманных людьми. С давних времен их готовили из теста, замешанного на воде из смолотого зерна с солью, затем тесто раскатывали и нарезали на прямоугольники, на которые клали начинку, сворачивали в трубочку и затем варили
- Lasagne — лазанья — Прямоугольные листы для запекания. Листы лазаньи чередуются с начинкой и запекаются в духовке около 20 минут. В отличие от других видов теста, её не нужно предварительно отваривать.

### Мелкие макароны для супов
- Anelli — анелли — миниатюрные колечки для супов.
- Stelline — стеллине — звёздочки.
- Ореккьете — мелкие изделия в форме ушек.
- Филини — тонкие короткие нити.

### Фигурные макароны
- Farfalle — фарфалле — бабочки.
- Фарфаллетте или Фарфаллини — более мелкие бабочки.
- Conchiglie — конкилье — Ракушки — изделия в виде ракушек; пригодны для заполнения начинкой. Бывают гладкие (lisce) и рифленые (rigate).
- Конкильетте — более мелкие ракушки.
- Conchiglioni — конкильони (большие ракушки).
- Джемелли — тонкие спиральки или жгуты с полыми концами.
- Казеречче — рожки.
- Кампанелле — колокольчики с волнистым краем.
- Ньокки или кавателли — гофрированные ракушки.
- Orecchiette — орекьетте — «ушки»
- «буквы» и другие фигурные макаронные изделия («домики», «зверьки» и др.).

### Тесто с начинкой
- Равиоли — аналог русских пельменей, украинских вареников и т. д. — с начинкой.
- Аньолотти — прямоугольные и в форме полумесяца конвертики с традиционной мясной начинкой.
- Капелетти — мелкие фаршированные изделия в форме шляпки.
- Тортеллини — аналог пельменей, только со своеобразной начинкой, например, с сыром, с ветчиной и сыром, даже с рикоттой и шпинатом.
- Каннеллони — большие трубочки, предназначенные для наполнения фаршем.

## Пищевая и энергетическая ценность
В ряде стран пищевая ценность макаронных изделий стандартизована, например, в России установлено, что в 100 г не приготовленных изделий должно содержаться от 10,4 до 11,8 г белка (в соевых — 14,3 г), от 1,1 до 1,8 г жиров (в молочных — 2,9 г), от 64,5 до 71,5 г углеводов. Энергетическая ценность — от 327 до 344 ккал.
В Италии в тарелке макарон (85 г — это порция на человека) должно содержаться примерно:
|                       | В тарелке макарон | Дневная норма |
| Килокалории           | 297               | 2000          |
| Белки                 | 10,2г             | 75г           |
| Жиры                  | 1,3г              | 67г           |
| Насыщенные жиры       | 0,3г              | 22г           |
| Углеводы              | 61,4г             | 275г          |
| Сахар                 | 0,9г              | 30г           |
| Диетическая клетчатка | 2,5г              | 30г           |
| Натрий                | 2мг               | <2,4мг        |